# Ибн Ширзад
Ибн Ширзад (араб. ابن شيرزاد‎; не ранее 913 — после 946) — аббасидский государственный деятель, занимавший несколько придворных и чиновничьих постов в последние годы независимости Аббасидского халифата перед покорением его Буидами, последним из которых стал амир аль-умара («эмир эмиров», главнокомандующий и де-факто военный диктатор). После покорения халифата Буидами он занял пост визиря их эмирата. Затем перешёл на сторону Хамданидов, но вскоре был ослеплён из-за подозрения в сговоре с тюрками.

## Биография
О ранней жизни Ибн Ширзада практически нет никакой информации. Впервые в источниках его упоминает историк X века Ибн Мискавейх в 927 году как катиба, то есть главного секретаря, ответственного за ведение отчётов, одного из придворных халифа аль-Муктадир Биллаха Харуна ибн Гариба. В это же время его брат, Абуль-Хусейн Закария ибн Яхья был катибом самого халифа. Харун подал жалобу на своего катиба с целью конфисковать его богатство и заключить за решётку. Его дело рассматривал визирь Али ибн Иса ибн аль-Джаррах, который не только оправдал Ибн Ширзада, но и пристроил его в качестве своего катиба. Ибн Ширзад на своей должности быстро сколотил состояние, из-за чего, когда Али ибн Иса ушёл с поста, новый визирь Мухаммад аль-Касим сам заключил его за решётку и принялся вымогать собранное состояние. Он пообещал заплатить за свое освобождение 20 тысяч динаров, благодаря чему его освободили. Когда халиф ар-Ради Биллах пришёл к власти, Ибн Ширзад уже присматривался к возможности назначения на должность амир аль-умара. В рамках этого он осуществлял поддержку халифу, направляемый им к Харуну и пытаясь отговорить последнего от его политического курса, пока тот не был убит.
В 933/34 году Ибн Ширзад был руководителем фискального подразделения «диван аль-байт» (налогового министерства), которое отвечало за выплаты, проводимые тюркским подразделениям багдадского халифата. На тот момент Ибн Ширзад был ещё очень юным, по собственным словам, ему ещё не было и 20 лет. В 936 году амир аль-умара и фактический правитель Багдада Мухаммад ибн Раик направил его к бану Бариди, клану, который правил Басрой и Ахвазом. В июне 937 года по приказу Абу Абдаллаха аль-Куффи, катиба Баджкама, его заключили за решётку и выпустили на свободу только после выплаты выкупа в 90 тысяч динаров. В 938 и 939 году Ибн Ширзада вновь направляли к бану Бариди. Во время последней экспедиции он «выступил посредником» при назначении главы клана, Абу Абдаллаха, катибом Баджкама. Позже в том же году он служил посредником при заключении перемирия и окончании вражды между старым амир аль-умара Ибн Раиком и новым Баджкамом. Последний назначил Ибн Ширзада своим катибом, однако он пробыл на этой должности лишь не более года. Согласно средневековым исламским источникам, причиной этого стали его настойчивые попытки заключения политического брака между дочерью Абу Абдаллаха аль-Бариди и Баджкамом, хотя свою роль могло сыграть и значительное состояние, которое сумел скопить Ибн Ширзад.
В октябре/ноябре 940 года Абу Абдаллах аль-Куффи конфисковал имущество Ибн Ширзада по приказу Баджкама. Вскоре последний послал своих людей убить Ибн Ширзада, но тому удалось переодеться в женский наряд и найти убежище в доме тёти халифа аль-Муктадир Биллаха, где и оставался до убийства Баджкама в апреле 941 года. При этом велика вероятность, что между конфискатором и Ибн Ширзадом существовало некое подобие дружеских отношений, поскольку после вскоре смерти Баджкама Абу Абдаллах вернул часть конфискованного. После этого Ибн Ширзад поступил на службу к Баридам, однако бежал из центрального Ирака в Васит из-за начала осады Басры со стороны султана Омана Юсуфа ибн Ваджиха, основателя династии Ваджихидов, в первой половине 943 года.

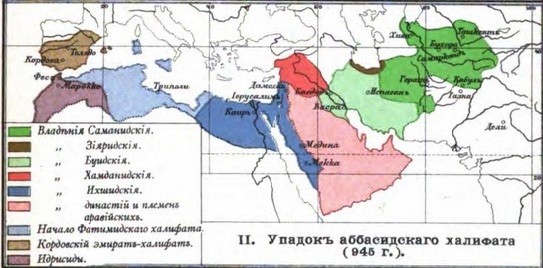
Арабский мир в эпоху деятельности Ибн Ширзада (946 год). Карта авторства А. Е. Крымского.

В июне 943 года, Ибн Ширзад вновь получил должность катиба Тузуна, на тот момент уже тюркского амир аль-умара и фактического правителя всего Ирака. Обучали катибов преимущественно их предшественники. Его отец работал руководителем подразделения «диван ад-дия», который управлял имуществом одного из членов династии Аббасидов, дяди халифа аль-Муктадир Биллаха Гариба. Первоначально отец назначил Ибн Ширзада вместе с его братом, своим заместителем с окладом в 10 динаров в месяц. Однако Ибн Ширзад в молодом возрасте был очень упрям, шёл своим путём и хотел побыстрее избавится от опеки отца. Он пристроился под опеку руководителя «меджлис аль-хасаб», то есть фактически счётной палаты, где в течение месяца изучал ремесло писца. Вскоре к нему пришёл руководитель дивана и возмутился тем, что тот не представился сыном своего отца и не заявил, что хочет получить отдельную от него должность. По его распоряжению Ибн Ширзад изучал папирусы и улучшал свой почерк, готовясь к работе в должности катиба. Это назначение заставило халифа аль-Муттаки Лиллаха бежать из Багдада. Изначально он искал защиты у Хамданидов в Мосуле, а затем у основателя династии Ихшидидов в Египте Мухаммеда ибн Тугджа. Ослеплённый торжественными клятвами Ибн Ширзада и Тузуна оставить его в покое и не причинить вреда, он отказался от предложения Мухаммеда покинуть Ирак и вернулся в Багдад. Амир аль-умара и его подчинённый нарушили слово и, схватив халифа, ослепили его, а затем заменили на аль-Мустакфи Биллаха. Через примерно два года, в августе 945 года, Тузун скончался, и Ибн Ширзад де-факто унаследовал его титул как катиб, став новым амир аль-умара Аббасидов.
Пост Ибн Ширзад принял с неохотой, ибо, будучи гражданским, а не военным лидером, не пользовался поддержкой в войсках, в особенности в тюркских подразделениях, с которыми ранее запросто управлялся Тузун. Халиф аль-Мустакфи Биллах также не жаловал его. Финансовая политика нового амир аль-умара также была не из удачных, поскольку при его правлении крестьяне списывали свои долги господам и государству, что приводило к росту цен и увеличению уровня инфляции. В связи с этим в ответственный момент для халифата Ибн Ширзад не смог заручиться достаточной поддержкой войск чтобы противостоять наступающим на Ирак подразделениям Буида Ахмеда ибн Бувейха. Ибн Ширазд пытался заключить союз против Буидов с Хамданидами Мосула, однако его деятельность оказалась безуспешной. Его положение вскоре ухудшилось ещё сильнее когда вали Джибаля изгнали Саманиды, а вади Тикрита перешёл на сторону хамданидского лидера Насир ад-Даулы. В конце концов, вали Васита перешёл на сторону Ахмеда, и тот без особых проблем занял Багдад. Изначально Ибн Ширзад и халиф скрылись, но уже 21 декабря указом халифа Ибн Ширзад был смещён с поста амир аль-умара и замещён на Ахмеда.
Когда Ахмед захватил власть Ибн Ширзад немедленно заключил с ним договор о начале гражданской службы и получил ту же должность, что занимал у Тузуна, катиба. Так как Ахмед был де-факто правителем Ирака, где фактически основал собственный эмират, должность его катиба приравнивалась к должности визиря. Когда войска низложили халифа аль-Мустакфи, возведя его преемника аль-Мути Лиллаха, Ибн Ширзад ещё оставался на своей должности, будучи катибом Ахмеда и занимал этот пост до 16 марта 946 года.
16 марта 946 года Ибн Ширзад перешёл на сторону основного противника Ахмеда ибн Бувейха, эмира Мосула и Бадият-эль-Джазиры из династии Хамданидов Насир ад-Даулы. Следом хамданидские подразделения заняли Багдад. Насир ад-Даула назначил Ибн Ширзада его амилем, однако затем заподозрил в сговоре против себя с тюркскими подразделениями, располагавшимися тут, и ослепил. О дальнейшей его судьбе информации нет.